# Satan (revue)
Pour les articles homonymes, voir Satan (homonymie).
Satan ou Le Fils de Satan est une revue de petit format publiée dans la collection « Comics Pocket » des éditions Arédit/Artima de mars 1975 à janvier 1981. La série totalise 19 numéros.
Elle publie essentiellement la traduction française de deux séries Marvel, Le Fils de Satan (paru à l'origine dans Marvel Spotlight à partir de 1975 puis dans son propre comic Son of Satan), et Docteur Strange (publié dans Marvel Premiere, Strange Tales et dans sa propre série, Doctor Strange), ainsi que les aventures d'autres personnages Marvel comme Tigra ou Killraven.